# إيفو
إيفو (هانغل: 올리비우 다 호자) (بالبرتغالية: Olivio da Rosa‏) هو لاعب كرة قدم كوري جنوبي وبرازيلي في مركز الوسط، ولد في 2 أكتوبر 1985 في Palmitinho ‏ في البرازيل. لعب مع إنتشون يونايتد وجمعية بورتوغيزا الرياضية ونادي بالميراس ونادي بونتي بريتا ونادي جوفنتودي ونادي كريسيوما ونادي هينان جيانيي.

## وصلات خارجية
- اوليڤيو دا روسا على موقع دوري كوريا الجنوبية (الإنجليزية)
- اوليڤيو دا روسا على موقع قاعدة بيانات كرة القدم.إي يو (الإنجليزية)
- اوليڤيو دا روسا على موقع Soccerway.com (الإنجليزية)